# Maidla (Märjamaa)
Maidla – wieś w Estonii, w prowincji Rapla, w gminie Märjamaa.